# Superficie di galleggiamento

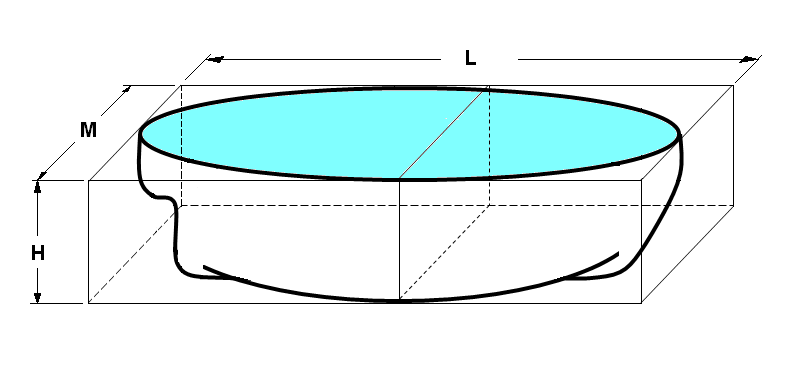
Superficie di galleggiamento

La superficie di galleggiamento di un grave (corpo qualsiasi galleggiante) immerso in un liquido di qualunque densità è quella superficie di forma indefinibile che si genera eseguendo una sezione del grave, immerso nel liquido, all'intersezione della superficie libera del liquido con la parete esterna del corpo a contatto del liquido stesso.
Tale definizione è valida per qualunque angolo di inclinazione del grave rispetto alla superficie libera del liquido.